# Produktionstechnik
Unter Produktionstechnik werden alle Maßnahmen und Einrichtungen zur industriellen Herstellung von Gütern zusammengefasst. Entwicklung und Konstruktion der Güter gehen der Produktion voran.

## Grundlegendes
In der Produktionstechnik befasst man sich mit der Umsetzung wissenschaftlicher Erkenntnisse in vom Menschen technologisch beherrschbare Verfahren und Prozesse zur Grundstoff-, Material- und Güterproduktion sowie in wirtschaftlich verwendbare Produktionssysteme. Thematisiert werden Fragen der Formgebung von Material bei möglichst geringem Materialverlust, Energieeinsatz und Umweltbelastungen (Stichwort: „Ressourceneffizienz“). Auch Fragestellungen der Handhabung, des Transports und der Lagerung von Materialien bzw. der daraus entstehenden Komponenten wirtschaftlicher Produkte sowie gebrauchsfertiger Güter sind, soweit diese mit der Produktion zusammenhängen, Thema dieser Fachdisziplin.

### Unterteilung der Produktionstechnik
Traditionell wird die Produktionstechnik in folgende drei Hauptgruppen unterteilt:
- Energietechnik,
- Fertigungstechnik,
- Verfahrenstechnik.

Hilfstechniken sind Fördertechnik, Handhabungstechnik u. a.
Dies ist die althergebrachte Unterteilung der Fachdisziplin „Produktionstechnik“. Die vorangehende Unterteilung gilt als schwierig, da hier dann „Bereitstellung von Energie“ sowie „stoffwandelnde Produktion“ in einem Fach zusammengebracht werden, was einen gewaltigen Bogen an Themen aufspannt. 
Eine andere Unterteilung ist:
- Gewinnungs- und Aufbereitungstechnik zur Rohstoffgewinnung und -erzeugung (z. B. Gewinnung von Erzen, Kohle, Erdöl und -gas, Gestein, Holz, Baumwolle usw.),
- Verfahrenstechnik zur Stoffwandlung,
- Fertigungstechnik zur Formgebung.

Letztere Unterteilung läuft auf eine Beschränkung auf „stoffwandelnde Produktion“ in einem Fach hinaus, was der Fachdisziplin „Produktionstechnik“ einen überschaubareren Forschungsfokus beschert, sodass sie wissenschaftlich leichter beackert und auch leichter gelehrt werden kann.

### Aufgabe der Produktionstechnik
Aufgabe der Produktionstechnik ist die Anwendung geeigneter Produktionsverfahren und Produktionsmittel zur Durchführung von Produktionsprozessen bei möglichst hoher Produktivität. Die Produktionstechnik betrifft den gesamten Prozess der Gütererzeugung. Sie beginnt als Teil des Materialkreislaufs im Bereich der Urproduktion durch Gewinnungs- und Aufbereitungstechnik mit der Erzeugung von Rohstoffen. Diese werden durch die Verfahrenstechnik zu Gebrauchsstoffen oder Werkstoffen umgewandelt. Durch Fertigungs- und Montagetechnik erfolgt die Formgebung der Werkstoffe zu Bauteilen und ihre Kombination zu gebrauchsfertigen Gütern.

## Der Materialverarbeitungsprozess in der Produktionstechnik
Hinsichtlich des Materialverarbeitungsprozesses gliedert sich die Produktionstechnik in folgende Bereiche:
(a) Die Produktionstechnologie ist als Verfahrenskunde der Gütererzeugung die Lehre von der Umwandlung und Kombination von Produktionsfaktoren in Produktionsprozessen unter Nutzung materieller, energetischer und informationstechnischer Wirkflüsse.
(b) Produktionsmittel  sind Anlagen, Maschinen, Vorrichtungen, Werkzeuge und sonstige Produktionsgerätschaften. Für sie existiert eine spezielle Konstruktionslehre, gegliedert in den Entwurf von Universal-, Mehrzweck- und Einzwecksystemen. Zur Produktionsmittelentwicklung gehört ferner die Erarbeitung geeigneter Programmiersysteme.
(c) Die Produktionslogistik umfasst alle Funktionen von Gütertransport und -lagerung im Wirkzusammenhang eines Produktionsbetriebes. Sie gliedert sich in die Bereiche Beschaffung, Produktion und Absatz.

## Notizen zur Historie
Die Produktionstechnik als Teilgebiet der modernen Ingenieurwissenschaften entstand im Laufe der industriellen Revolution im 18. Jahrhundert. Ihre Vorläufer sind allerdings viel älter und gehen bis zu den ersten Menschen zurück.
Industrielle Revolution
Ab der industriellen Revolution ab etwa 1750 entwickelte sich die gesamte Produktionstechnik viel rasanter. Die bisher übliche Holzkohle wurde durch Steinkohle ersetzt, mit dem Puddelverfahren gab es eine neue und wirtschaftlichere Produktionsmethode für Stahl, der sich schnell ausbreitete und das Holz immer weiter verdrängte. Er wurde zusammen mit Gusseisen verwendet zum Bau von Dampfmaschinen, Textilmaschinen (Spinnen, Weben), Werkzeugmaschinen, Dampflokomotiven und Schienen. Durch den großen Bedarf gleicher, genormter Teile in diesen Branchen kam es erstmals zur Massenproduktion. Ab 1740 gab es ein aufwendiges Verfahren zur Herstellung von Gussstahl, das im 19. Jahrhundert durch das wirtschaftlichere Bessemerverfahren und schließlich das Siemens-Martin-Verfahren abgelöst wurde. Eisenwerkstoffe konnten mit den nun vorhandenen Maschinen auch zuverlässig zerspant werden. Ab etwa 1900 waren sie präzise genug um Passungen herzustellen. Dies ermöglichte die Fertigung von Automobilen am Fließband, wodurch sich die Stückkosten beträchtlich senkten. Im 19. Jahrhundert machte auch die Chemie und die Verfahrenstechnik große Fortschritte. Wichtige chemische Grundstoffe wie Schwefelsäure und Ammoniak und Soda konnte man industriell herstellen. Produziert wurden damit Teerfarben und Bleichmittel für die Textilindustrie sowie Lacke, Arzneien und Düngemittel.:S. 11, 28–30
Ab 1900 konnte man Dampfturbinen bauen, die einen viel höheren Wirkungsgrad haben als Kolbendampfmaschinen. Zusammen mit den neuen Generatoren konnte man in Kraftwerken nun elektrische Energie erzeugen und nahezu verlustfrei über weite Strecken zur Verfügung stellen. Genutzt wurde die neue Energieform zunächst für die Beleuchtung, aber schon bald darauf auch für den Antrieb von Straßenbahnen, und Maschinen mittels Elektromotoren. Mit dem Erdöl stand auch ein neuer Energieträger zur Verfügung, der in Verbrennungsmotoren wie dem Otto-Motor oder dem Diesel-Motor genutzt wurde. Sie setzten sich vor allem bei Fahrzeugen durch. Die Elektrizität führte auch zum neuen Gebiet der Elektrochemie. Mit ihr konnte man Aluminium industriell in großen Mengen herstellen und als neuen Werkstoff nutzen. Außerdem wurden erste Kunststoffe und Kunstfasern entwickelt. Ab etwa 1950 kam auch die Kernenergie als weiterer Energieträger dazu.:31–33
20. Jahrhundert
Im gesamten 20. Jahrhundert wurden die Schneidstoffe wie Schnellarbeitsstahl, Wolframcarbid oder Diamant immer weiter verbessert und ermöglichten die spanende Bearbeitung immer härterer Werkstoffe. Ab etwa 1980 konnte man auch gehärteten Stahl zerspanen. Dreh-, Fräs-, Bohr- und Schleifmaschinen wurden ab Mitte des Jahrhunderts durch die CNC-Steuerung immer weiter automatisiert und flexibler. Ergänzt wurden sie vor allem in der Montage durch Industrieroboter. Anfang des Jahrhunderts wurden viele neue Schweißverfahren entwickelt wie das Lichtbogenhandschweißen, Metallschutzgasschweißen (MSG) oder das Wolframinertgasschweißen (WIG-Schweißen) die das Nieten als bevorzugtes Fügeverfahren ablösten. Der in den 1960er Jahren entwickelte Laser wurde für Präzisionsmessmittel eingesetzt und für vollkommen neue Verfahren wie das Laserstrahlschneiden und -schweißen oder für die neuen generativen Fertigungsverfahren wie das 3D-Drucken, oder Rapid Prototyping.:33–37
21. Jahrhundert
Im Rahmen der Industrie 4.0 werden Prozesse zunehmend virtualisiert. Die Produktionsautomatisierung löst die handwerkliche Werkstattfertigung auch in der Fläche ab. Die schnelle Produktentwicklung greift nun zusätzlich zum Rapid Prototyping auch auf Rapid Tooling und Rapid Manufacturing zurück, da die Anforderungen an geometrische Komplexität, geringe Stückzahlen und schnelle Markteinführung weiter steigen.